# Liga Awami de Bangladés
La Liga Awami de Bangladés (en bengalí: বাংলাদেশ আওয়ামী লীগ, en inglés: Awami League, en español: Liga Popular de Bangladés), Fue el principal partido de centroizquierda hasta su ilegalización en 2025.

## Historia
El partido fue fundado en Daca, la antigua capital de la provincia paquistaní de Bengala Oriental, en 1949, por los nacionalistas Abdul Hamid Khan Bashani, Yar Mohammad Khan y Shamsul Huq, tras dejar las filas de la Liga Musulmana.
En 1952, el partido y su ala juvenil jugaron un rol instrumental en el Movimiento por la Lengua Bengalí. 
Bajo el liderazgo de Sheikh Mujibur Rahman, llevarían al país a su independencia, primero promocionando la desobediencia civil y movimientos masivos de no cooperación, hasta que en 1971 se logra la independencia de Bangladés. Una vez independiente, el partido gana las primeras elecciones celebradas en 1973.
El 27 de enero de 1975, tras una enmienda constitucional, Mujibur Rahman fundaría la Liga Popular de Campesinos y Trabajadores de Bangladés, partido que pasaría a ser el único partido político del país. Miembros de la Liga Awami y otros partidos formarian de forma obligatoria parte del mismo. Este partido fue disuelto tras el asesinato de Mujibur Rahman en agosto del mismo año.
El partido pronto se dividiría en varias facciones rivales, y obtuvo pésimos resultados en las elecciones celebradas en 1979 bajo un gobierno militar. En 1981, Sheikh Hasina regresó al país tras estar en el exilio, y tras asumir el liderazgo del partido, tuvo la tarea de unificar las facciones existentes.
En 1990, y tras la restauración de la democracia, la Liga Awami emergió como uno de los principales actores de la política bengalí. De sus dirigentes, cuatro se han convertido ya en primer ministro del país en los últimos 24 años.

### Cronología de la Awami League: Existencia vs. Ilegalización:
1. 1949–1958: Fundada como East Pakistan Awami Muslim League (Liga Popular Musulmana de Pakistán Oriental), participó activamente en la política de Pakistán Oriental.
2. 1958–1966: Ilegalizada Durante el régimen militar de Ayub Khan, el partido fue prohibido junto con otros partidos políticos. Líderes como Huseyn Shaheed Suhrawardy y Sheikh Mujibur Rahman fueron encarcelados.
3. 1966–1971: Tras el levantamiento de la prohibición, el partido volvió a ser legal y lideró el movimiento por la autonomía de Bengala y la independencia de Pakistán, culminando en la Guerra de Independencia de Bangladés en 1971.
4. 1975–1981: Tras el asesinato de Sheikh Mujibur Rahman en 1975, el partido volvió a ser ilegalizado por el régimen militar de Ziaur Rahman.
5. 1981–2007: Con Sheikh Hasina, hija de Mujib, regresó del exilio y reorganizó el partido, que participó activamente en la política nacional tras su reactivación.
6. 2007–2008: Durante el gobierno de facto apoyado por el ejército, el partido fue nuevamente ilegalizado como parte de un plan para excluir a los principales líderes políticos del país.
7. 2008–2024: Tras la restauración de la democracia, la Awami League volvió al poder bajo el liderazgo de Sheikh Hasina y gobernó hasta 2024.
8. 2024–2025: En mayo de 2025, el gobierno interino bajo Muhammad Yunus prohibió todas las actividades del partido bajo la Ley Antiterrorismo, y la Comisión Electoral suspendió su registro, dejándola fuera de la política legal del país.

### Actualidad
Tras la caída del gobierno de Hasina, muchos líderes del partido pasaron a la clandestinidad. El ala estudiantil del partido, fue prohibida por el gobierno provisional y declarada como organización terrorista el 23 de octubre de 2024.
El 10 de mayo de 2025, el gobierno provisional prohibió las actividades del partido, hasta que el Tribunal de Crímenes Internacionales culmine los juicios contra el partido y sus líderes. Dos días después, la Comisión Electoral de Bangladés suspendió su registro.

## Ideología
La ideología de la Liga Awami de Bangladés en primera instancia fue "pro-liberación" del país que se encontraba como provincia de Pakistán. Promocionaron las secciones democráticas seculares. 
Basaron su programa ideológico en la democracia y el nacionalismo bengalí. 

## Líderes del partido
| Líder                     | Inicio                | Fin                   | Otros cargos |
| ------------------------- | --------------------- | --------------------- | --- |
| Abdul Hamid Khan Bashani  | 23 de junio de 1949   | 27 de julio de 1956   | Diputado del Jatiya Sangsad (1973-1975) Diputado del Parlamento de Pakistán (1954-1955)                                                     |
| Huseyn Shaheed Suhrawardy | 27 de julio de 1956   | 10 de octubre de 1957 | Primer ministro de Pakistán (1956-1957) Primer ministro de Bangladés (1946-1947)                                                            |
| Abdur Rashid Tarkabagish  | 10 de octubre de 1957 | 25 de enero de 1966   | Diputado del Jatiya Sangsad (1972-1975) |
| Sheikh Mujibur Rahman     | 25 de enero de 1966   | 18 de enero de 1974   | Presidente de Bangladés (1971-1972; enero-agosto de 1975) Primer ministro de Bangladés (1972-1975) Diputado del Jatiya Sangsad (1972-1975)  |
| Muhammad Qamaruzzaman     | 18 de enero de 1974   | 24 de febrero de 1975 | Ministro del Interior del Gobierno Provisional de Bangladés (1971-1972) Diputado de la Asamblea Provincial de Pakistán Oriental (1962-1971) |
| Syeda Zohra Tajuddin      | 4 de abril de 1977    | 16 de febrero de 1978 | |
| Abdul Malek Ukil          | 16 de febrero de 1978 | 16 de febrero de 1981 | Diputado de la Asamblea Provincial de Pakistán Oriental (1956-1971)                                                                         |
| Sheikh Hasina             | 16 de febrero de 1981 | presente              | Primera ministra de Bangladés (1996-2001; 2009-presente)                                                                                    |

## Resultados electorales

### Jatiya Sangsad
| Elección        | Votos      | %          | Escaños | Gobierno  |
| --------------- | ---------- | ---------- | ------- | --------- |
| 1973            | 13 798 717 | 73,2       | 293/300 | Gobierno  |
| 1979            | 4 734 277  | 24,5       | 39/300  | Oposición |
| 1986            | 7 462 157  | 26,2       | 76/300  | Oposición |
| 1988            | Boicoteado | Boicoteado | 0/300   |           |
| 1991            | 10 259 866 | 30,1       | 88/300  | Oposición |
| Febrero de 1996 | Boicoteado | Boicoteado | 0/300   |           |
| Junio de 1996   | 15 882 792 | 37,4       | 146/300 | Coalición |
| 2001            | 22 365 516 | 40,1       | 62/300  | Oposición |
| 2008            | 33 634 629 | 48,0       | 230/300 | Gobierno  |
| 2014            | 36 173 883 | 79,1       | 234/300 | Gobierno  |
| 2018            | 63 523 066 | 74,6       | 257/300 | Gobierno  |